# Annabelle Butterfly Dance
Annabelle Butterfly Dance je americký němý film z roku 1894. Režisérem je William Kennedy Dickson (1860–1935). Film trvá necelou minutu a zobrazuje Annabelle Mooreovou, jak provádí jeden ze svých populárních tanců, zatímco má na sobě motýlí kostým. Snažila se napodobit pohyb motýlů. Tento tanec o tři roky dříve zpopularizovala americká herečka Loie Fullerová.
Annabelle Mooreová nepřestala s Edison Studios spolupracovat. O rok později byla hlavní účinkující ve filmu Annabelle Serpentine Dance. Film je volným dílem.